# Arrondissement Saint-Martin-Saint-Barthélemy
Das Arrondissement Saint-Martin-Saint-Barthélemy (auch Arrondissement des Îles du Nord) ist ein ehemaliges Arrondissement des französischen Übersee-Départements Guadeloupe. Es wurde 1963 eingerichtet und umfasste die Gemeinden Saint-Martin und Saint-Barthélemy mit den Kantonen Saint-Martin-1, Saint-Martin-2 und Saint-Barthélemy. Als einziges der französischen Arrondissements hatte es keinen Hauptort; die Unterpräfektur war in Marigot untergebracht und hatte eine Außenstelle in Gustavia.
Bei der letzten Volkszählung von 1999 hatte das Arrondissement 35.930 Einwohner auf einer Fläche von 74,2 km² und eine Bevölkerungsdichte von 484 Einwohnern je km². Mit der Ausgliederung der beiden ehemaligen Gemeinden als eigenständige Körperschaften (COM) 2007 wurde das Arrondissement Saint-Martin – Saint-Barthélemy aufgelöst. Dennoch lässt der Staat sich in Saint-Martin und Saint-Barthélemy weiterhin durch den Präfekten von Guadeloupe vertreten; ihn unterstützt anstelle eines Unterpräfekten der Préfet délégué.

## Belege
1. ↑  Dekret Nr. 63-89 vom 1. Februar 1963
2. ↑  Code officiel géographique 2007
3. ↑   (Seite nicht mehr abrufbar. Suche in Webarchiven)
4. ↑  La représentation de l’État dans les Îles du Nord (Memento vom 23. März 2009 im Internet Archive)

Koordinaten: 18° 0′ N, 63° 0′ W